# David Felder

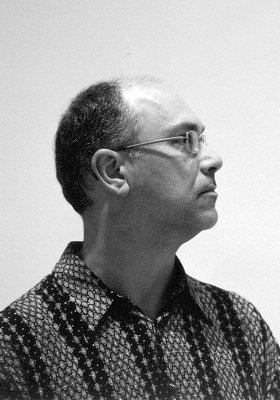
David Felder

David Felder (* 27. November 1953 in Cleveland/Ohio) ist ein US-amerikanischer Komponist und Musikpädagoge.
Felder nahm bis 1979 privaten Kompositionsunterricht bei Donald Erb und studierte bis 1983 an der University of California, San Diego bei Roger Reynolds, Bernard Rands, Robert Erickson und Jōji Yuasa. Er unterrichtet Komposition an der University of Buffalo. Seit 1985 ist er künstlerischer Leiter des Musikfestivals der Universität June in Buffalo. 1996 gründete er das professionelle Kammerorchester Slee Sinfonietta, das er seitdem leitete, 2006 wurde er Direktor des Robert and Carol Morris Center for 21st Century Music, 2008 wurde er zum SUNY Distinguished Professor ernannt. Von 1992 bis 1996 war er Composer in Residence beim Buffalo Philharmonic Orchestra. Für seine Lebensleistung wurde er 2010 mit dem Music Award der American Academy of Arts and Letters ausgezeichnet.

## Werke
- Nexus für Bassposaune solo (1975)
- Rondage/Cycle für Trompete oder Posaune, Klavier, Perkussion, Synthesizer und Tonband (1977, 1983)
- Rocker summer für Klavier (1979, 1983)
- Passageways II für Ensemble (1980)
- Coleccion Nocturna für Klarinette, Klavier, Orchester und Tonband (1984)
- La Dura Fria Hora für Kammerchor und Orchester (1986)
- BoxMan für verstärkte Posaune und Computer (1986–88, 1999)
- Crossfire für Posaune, Violine, Flöte und Perkussion (1986–1992)
- Three Lines from Twenty Poems für Kammerorchester (1987)
- Another Face für Violine solo (1987)
- Third Face für Streichquartett (1988)
- Journal für Kammerorchester (1990)
- Between für Perkussion und großes Orchester (1990)
- Six Poems from Neruda's Alturas… für Orchester (1990–92, 1998)
- Passageways IIa für Ensemble (1991)
- November Sky für Flöte (1992)
- Canzone XXXI für zwei Trompeten, Horn, Posaune und Bassposaune (1993)
- Linebacker Music für Orchester (1994)
- Inner Sky für Flöte, zwei Perkussionisten, Klavier, Streicher und Computer (1994, 1998)
- Three Pieces for Orchestra (1996, 2008)
- a pressure triggering dreams für Orchester (1997, 1998)
- In Between für Soloperkussion und Kammerorchester (1999–2000)
- Incendio für Bläser (2000)
- shredder für Bläserensemble, Pauken und elektrischen Bass (2001)
- Partial [Dis]res[s]toration für Ensemble (2002)
- Gone grey für Kammerstreichorchester (2003)
- RRRings t{h}RRR(o)u[gh]e für Elektronik (2004)
- Memento mori für sechzehnstimmigen gemischten Chor (2004)
- Dionysiacs für Flötenensemble „gli altri“ (minimum 14) (2005)
- So Quiet Here für Elektronik (2006)
- Chashmal für Bassstimme, Video und Elektronik (2006)
- Sa'arah für Bassstimme, Video und Elektronik (2007)
- Stuck-stücke für Streichquartett (2007)
- Rare Air für Bassklarinette, Klavier und Elektronik (2008)
- Black Fire/White Fire für Bassstimme, Video und Elektronik (2008)
- Insomnia für Bassstimme und Perkussion (Text: Dana Gioia) (2008)
- Requiescat für Bassflöte, Kontrabassklarinette, Perkussion, Gitarre, zwei Violinen, Viola, Bass und Elektronik (2010)
- Tweener für Perkussion, Kammerensemble und Elektronik (2010)
- Funfares (2012)
- A Garland (for Bruce) für Cello und Elektronik (2012)
- Green Flash für Elektronik (2012)
- Nomina Sunt Consequentia Rerum für Chor (2012–13)
- Les Quatre Temps Cardinaux für großes Kammerorchester mit Elektronik, Sopran und Bass (2013)